# Siwy Zwornik

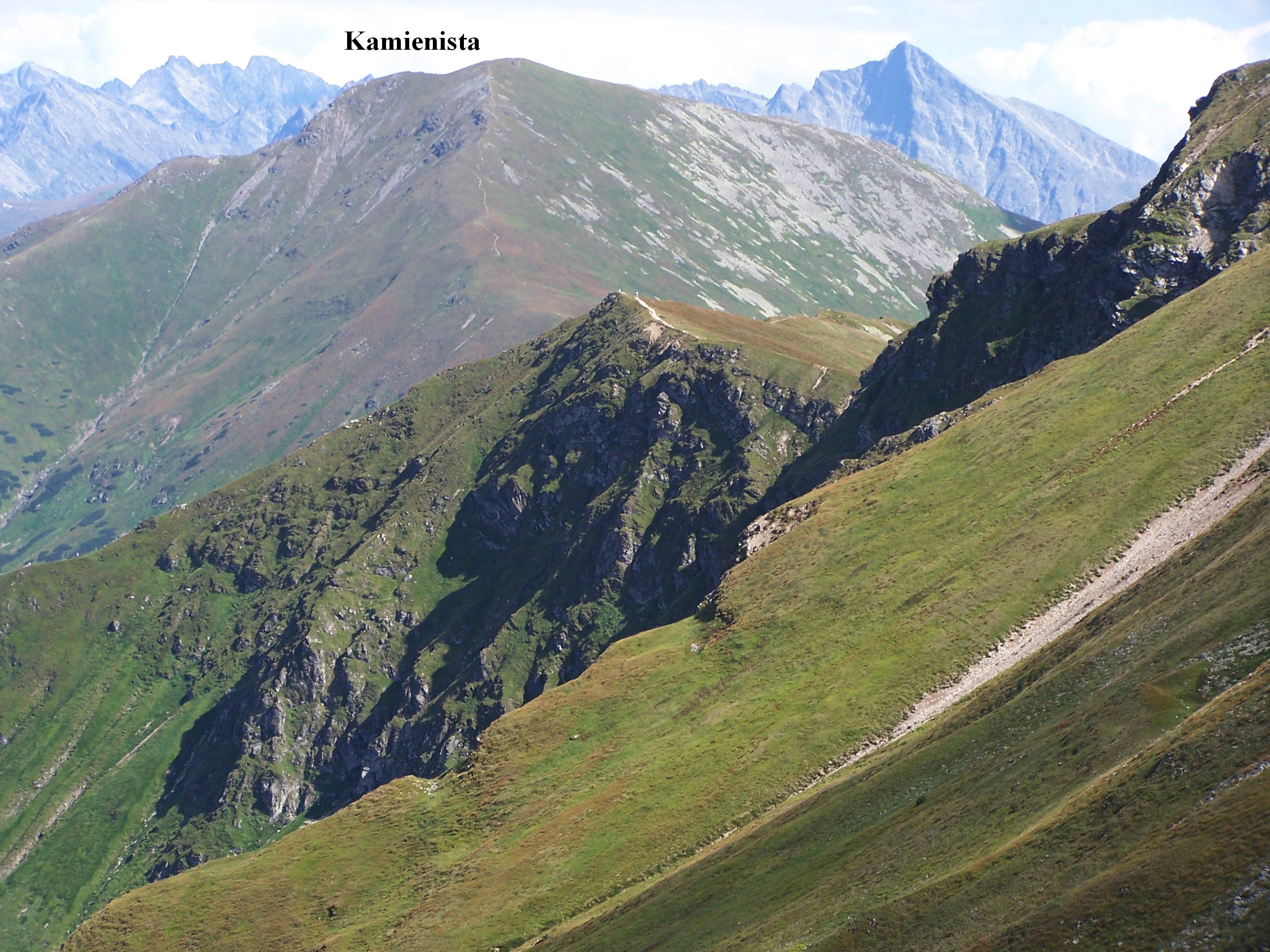
Siwy Zwornik poniżej Kamienistej. Po prawej stronie zbocza Starorobociańskiego Wierchu

Siwy Zwornik (słow. Sivá veža) – szczyt w Tatrach Zachodnich leżący w grani głównej Tatr Zachodnich. Przebiega przez niego granica polsko-słowacka. Zbudowany jest ze skał krystalicznych. Na zachód od niego znajduje się Gaborowa Przełęcz (na niektórych mapach nazywana Gaborową Przełęczą Niżnią) i wznosi wyniosła piramida Starorobociańskiego Wierchu, na południowy wschód zaś przełęcz Liliowy Karb i niska, postrzępiona grań Liliowych Turni. Siwy Zwornik wznosi się nad trzema dolinami: Starorobociańską, Pyszniańską (górna część Doliny Kościeliskiej) i Gaborową. Od północnej i zachodniej strony jego zbocza są skaliste i dość stromo podcięte. Pozostałe zbocza porośnięte są niską murawą z sitem skuciną o czerwieniejących pędach.
Jest to niewybitny szczyt w niskiej w tym miejscu grani, ale o dużym znaczeniu topograficznym i orientacyjnym. Jest mianowicie szczytem zwornikowym trzech grani. Oprócz odchodzących na dwie strony ramion grani głównej odchodzi w tym miejscu trzecia, północna grań Siwego Zwornika, która poprzez Siwe Turnie i Siwą Przełęcz przechodzi w grzbiet Ornaku. W okolicach Siwego Zwornika dość często dochodziło wśród turystów do pomylenia szlaku, szczególnie przy gorszej widoczności. Było też spore zamieszanie z nazewnictwem topograficznym tych okolic. Przez długi czas np. Liliowy Karb opisywano błędnie na wielu mapach i w przewodnikach jako Raczkową Przełęcz. Aby uniknąć nieporozumień, wprowadzono nieistniejącą dawniej nazwę Siwy Zwornik oraz nowe nazwy obydwu przełęczy przy nim.

## Szlaki turystyczne
Tuż obok szczytu Siwego Zwornika, po jego południowo-wschodniej stronie znajduje się skrzyżowanie szlaków turystycznych.
 – czerwony szlak prowadzący główną granią ze Starorobociańskiego Wierchu przez Gaborową Przełęcz Niżnią na Liliowy Karb, a stąd przez Liliowe Turnie, Banistą Przełęcz i Błyszcz do Pyszniańskiej Przełęczy. Odcinek od skrzyżowania udostępniony dla turystów tylko w okresie od 15 VI do 1 XI.
- Czas przejścia ze Starorobociańskiego Wierchu na Liliowy Karb: 25 min, ↑ 35 min
- Czas przejścia z Liliowego Karbu na Błyszcz: 45 min, ↓ 30 min

 – zielony szlak z Iwaniackiej Przełęczy grzbietem Ornaku przez Siwą Przełęcz i Siwe Turnie na Liliowy Karb, stąd dalej po stronie słowackiej (ten odcinek udostępniony dla turystów tylko w okresie od 15 VI do 1 XI) do Doliny Gaborowej.
- Czas przejścia z Siwej Przełęczy na Liliowy Karb: 20 min, ↓ 15 min 
- Czas przejścia z Liliowego Karbu na Polanę pod Klinem: 1:10 h, ↑ 1:40 h 